# Ernst Falkbeer
Ernst Falkbeer (27 juin 1819 à Brünn, Margraviat de Moravie - 14 décembre 1885 à Vienne) était un joueur d'échecs autrichien du milieu du XIXe siècle.

## Biographie et carrière
Falkbeer partit à Vienne pour étudier le droit, mais finit par devenir journaliste. Durant la révolution autrichienne de 1848, Falkbeer fuit Vienne pour l'Allemagne. Il joue aux échecs avec Anderssen et Dufresne à Leipzig, Berlin, Dresde et Brême.
En 1853, il est autorisé à retourner à Vienne, et lance deux ans plus tard un journal d'échecs viennois. Par la suite, il part en Angleterre et rédige la rubrique échiquéenne du dimanche du Times.
Falkbeer a disputé de nombreux matchs d'échecs, contre des joueurs tels que Anderssen (défaite), Szen (match nul) ou Brien (victoire en 1855), et a obtenu son statut de maître. En 1856, il remporta le championnat du MacDonnell Chess Club devant Thomas Wilson Barnes et fit match nul la même année contre Henry Bird 8,5 à 8,5. Il finit deuxième au deuxième congrès britannique de 1858 à Birmingham, perdant la finale 3 à 5 (+1 –3 =4) contre Löwenthal. En 1859, il battit Bird à Londres lors du tournoi des Pursell's Chess Rooms qu'il gagna.

## Le contre-gambit Falkbeer
Falkbeer est plus célèbre pour ses contributions à la théorie des échecs que pour son jeu individuel. Il a introduit le contre-gambit Falkbeer, toujours considéré comme l'une des principales lignes du gambit du roi refusé. Siegbert Tarrasch considérait que le contre-gambit Falkbeer réfutait entièrement le gambit du roi.